# Megumi Han
Megumi Han (潘 めぐみ, Han Megumi, Tóquio, 3 de junho de 1989) é uma dubladora japonesa afiliada a Atomic Monkey.

## Filmografia

### Anime
2011
- Digimon Xros Wars: The Young Hunters Who Leapt Through Time (Airu Suzaki)
- Hunter × Hunter (Gon Frecs)

2012
- Chō Soku Henkei Gyrozetter (Sei Nanatsu)
- Chōyaku Hyakunin isshu: Uta Koi (Ariwara no Narihira jovem)
- Yu-Gi-Oh! Zexal II (Rio Kamishiro)

2013
- Chihayafuru 2 (Sumire Hanano)
- Jewelpet Happiness (Chiari Tsukikage)
- Little Busters! Refrain (Kengo jovem)
- Mushibugyō (Kuroageha)
- Yuyushiki (Kei Okano)
- Hakkenden (Noro)
- Fantasista Doll (Miina Rurukawa)
- Neppu Kairiku Bushi Road (Ame)
- Naruto Shippūden (Obito Uchiha jovem)
- LINE TOWN (Lenardo)

2014
- HappinessCharge PreCure! (Hime Shirayuki/Cure Princess)
- Black Bullet (Kayo Senju)
- Blade & Soul (Morii)
- Captain Earth (Lin)
- Terror in Resonance (Five)
- Mobile Suit Gundam-san (Lalah-san)
- Barakamon (Akihiko Arai)
- Nanatsu no Taizai (Freesia)
- Yowamushi Pedal Grande Road (Aya Tachibana)

2015
- Fafner: Exodus (Aishwarya Fein)
- Show By Rock!! (Daru Tayu)
- Ore Monogatari!! (Rinko Yamato)
- Baby Steps Season 2  (Marcia O'Brien)
- Little Witch Academia (Akko Kagari)

2024
- Shikanoko Nokonoko Koshitantan(Nokotan)